# Окен
Окен (фр. Aucun) насеље је и општина у јужној Француској у региону Миди Пирене, у департману Горњи Пиринеји која припада префектури Аржеле Газо.
По подацима из 2011. године у општини је живело 258 становника, а густина насељености је износила 19,94 становника/km². Општина се простире на површини од 12,94 km². Налази се на средњој надморској висини од 865 метара (максималној 1.804 m, а минималној 800 m).

## Демографија
| 1962. | 1968. | 1975. | 1982. | 1990. | 1999. | 2011. |
| ----- | ----- | ----- | ----- | ----- | ----- | ----- |
| 170   | 190   | 150   | 170   | 199   | 205   | 258   |

График промене броја становника у току последњих година